# Marienthal (Kansas)
|  | Dieser Artikel wurde aufgrund von inhaltlichen Mängeln auf der Qualitätssicherungsseite des Projektes USA eingetragen. Hilf mit, die Qualität dieses Artikels auf ein akzeptables Niveau zu bringen, und beteilige dich an der Diskussion! Eine nähere Beschreibung der zu behebenden Mängel fehlt. |

Marienthal ist eine gemeindefreie Siedlung und ein Census-designated place im Wichita County im US-amerikanischen Bundesstaat Kansas. Das U.S. Census Bureau hat bei der Volkszählung 2020 eine Einwohnerzahl von 64 ermittelt.
Der Ort wurde im Jahr 1892 von einer deutschstämmigen Einwanderungsgruppe aus Marienthal, Russland gegründet.
Das Postamt wurde am 18. März 1902 eröffnet. Neben dem Postamt gibt es noch eine katholische Kirche, eine Getreidemühle und eine Bar.